# Борис Годунов (Маттезон)
Борис Годунов, или Коварством достигнутый трон (нем. Boris Goudenow) — опера Иоганна Маттезона на собственное либретто (1710). Считается первой в истории оперой на русский сюжет.
Опера написана в 1710 году. Возможно, интерес к русской истории у композитора (служившего тогда также секретарём английского посла в Гамбурге) был реакцией на победу русских войск в Полтавской битве. Основные исторические источники Маттезона — «История о великом княжестве московском» Петра Петрея и «Историческая кадильница» Эразма Франциского.
Текст оперы написан преимущественно на немецком языке, лишь некоторые арии поются на итальянском. В опере три любовных пары; в финале коронация Бориса Годунова сопровождается тремя свадьбами, в том числе дочери Бориса Аксиньи со шведским принцем Густавом и сестры царя Ирины Годуновой с Филаретом Романовым. Драматический сюжет дополнен буффонными эпизодами с участием комического героя Богдана.
Опера не была поставлена при жизни композитора. Долгое время партитура произведения хранилась в гамбургском архиве. В 1938 году она была отправлена из Гамбурга в дрезденский Архив редких рукописей, который в конце Второй мировой войны был вывезен советской армией в Ленинград. Оттуда партитура попала в ереванский архив. Партитура была возвращена в Германию в 1998 году. Реконструкцией партитуры занимался немецкий музыковед Иоганнес Пауш.
Мировая премьера оперы состоялась в Бостоне в июне 2005 года. Немецкая премьера оперы состоялась 30 августа 2007 года в театре Санкт-Паули в Гамбурге. Российская премьера сочинения состоялась 26 октября 2007 года в Михайловском театре, московская — в ноябре того же года в театре «Новая опера».